# Kościół Niepokalanego Serca Najświętszej Maryi Panny i św. Wojciecha w Sędzinach
Kościół Niepokalanego Serca Najświętszej Maryi Panny i św. Wojciecha w Sędzinach – modernistyczny katolicki kościół parafialny, znajdujący się we wsi Sędziny (powiat szamotulski, województwo wielkopolskie). Funkcjonuje przy nim parafia Niepokalanego Serca Najświętszej Maryi Panny i św. Wojciecha.

## Historia
Parafię we wsi utworzono w 1931 i powstał tu wtedy murowany kościół projektu Mariana Andrzejewskiego. Obiekt ten zburzyli Niemcy w czasie II wojny światowej. Na miejscu tej świątyni wybudowano po wojnie nową, drewnianą. Z inicjatywy proboszcza Kajetana Manugiewicza, w latach 1976-1983 powstał kościół obecny (dwupoziomowy, na około tysiąc wiernych), a jego projektantem był Aleksander Holas. Budowę sfinansowali parafianie. W okresie Bożego Narodzenia w kościele budowany jest częściowo ruchomy żłóbek na ponad pięćdziesiąt figur, będący lokalną atrakcją turystyczną.

## Otoczenie
Przy kościele stoi drewniana dzwonnica od starego kościoła, ołtarz polowy oraz grób księdza Kajetana Manugiewicza.